# 格奥尔格·哈克尔

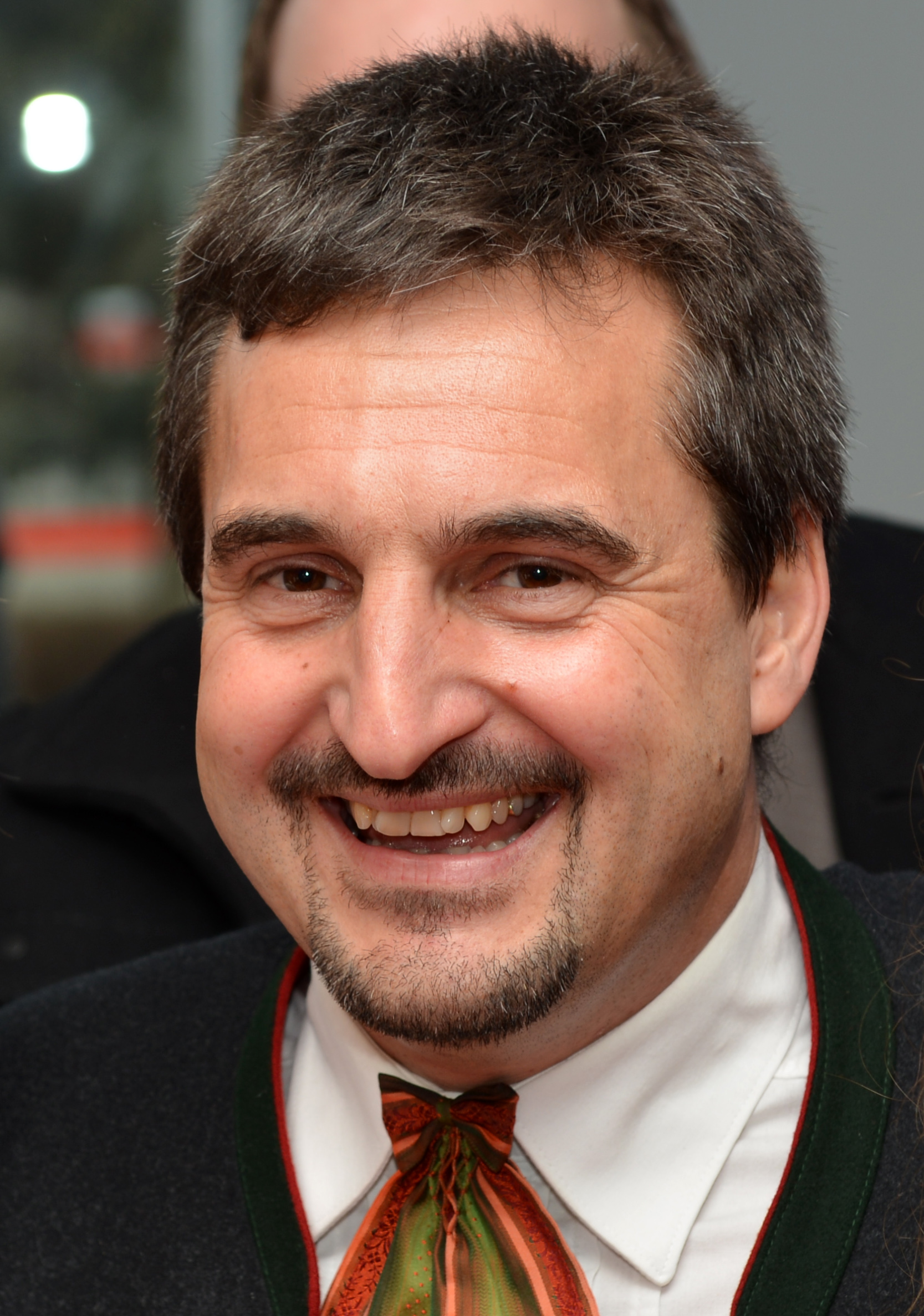
格奥尔格·哈克尔 (2014年)

格奥尔格·哈克尔（德語：Georg Hackl，1966年9月9日—），德国男子雪橇运动员。他曾代表德国参加1988年、1992年、1994年、1998年、2002年和2006年冬季奥林匹克运动会雪橇比赛，共获得三枚金牌和二枚银牌。